# Bouteilles-Saint-Sébastien
Bouteilles-Saint-Sébastien är en kommun i departementet Dordogne i regionen Nouvelle-Aquitaine i sydvästra Frankrike. Kommunen ligger i kantonen Verteillac som tillhör arrondissementet Périgueux. År 2022 hade Bouteilles-Saint-Sébastien 175 invånare.

## Befolkningsutveckling
Antalet invånare i kommunen Bouteilles-Saint-Sébastien
Referens:INSEE